# Bernardino de' Bustis

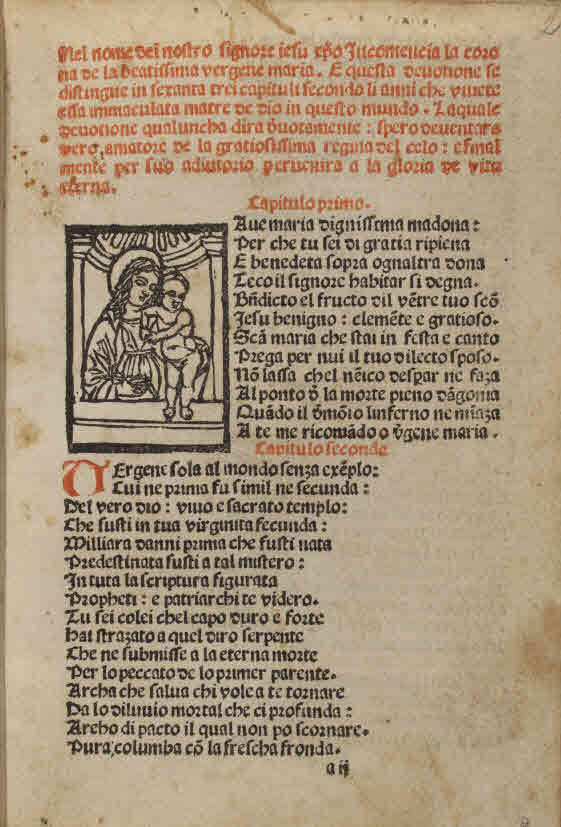
Tesauro spirituale

Bernardino de' Bustis (o Busti, o de' Busti) (Milano, 1450 circa – Melegnano, 8 maggio 1513) è stato un religioso e teologo italiano.

## Biografia
Era figlio di un giurista milanese e, dopo aver ultimato gli studi nella sua città natale, si trasferì a Pavia dove poté seguire i corsi di giurisprudenza presso l'università cittadina per poi laurearsi in Diritto.
Nel 1475 o 1476 entrò nell'ordine dei Frati Minori Osservanti della vicaria lombarda, vestendone l'abito nel convento di Sant'Angelo di Legnano sotto la guida di frate Michele Carcano.
Grande devoto all'Immacolata Vergine, scrisse numerose opere dogmatiche e morali. Fu tra i promotori dell'istituzione dei Monti di Pietà.
Morì a Melegnano nel 1513 e lì fu sepolto, all'interno del convento di Santa Maria della Misericordia. Nonostante il suo culto non abbia ancora ricevuto l'ufficialità della Chiesa, è venerato sin dalla morte come beato e ricordato nel martirologio francescano, che fissa per la sua memoria la data dell'8 maggio.
Il suo cognome fece a lungo pensare che fosse originario di Busto Arsizio, tanto che in tale città gli fu tributato un culto locale testimoniato sin dal 1668, anno durante il quale fu realizzato un dipinto che lo raffigurava nella chiesa di San Bernardino presso la cascina dei Poveri.

## Opere
- Mariale (Milano, Ulderico Scinzenzeler, 1492 I parte; Milano, Leonard Pachel, 1493 testo integrale)
- Rosarium Sermonum (Venezia, Giorgio Arrivabene, 1498)
- Thesauro spirituale della b. Vergine Maria (Milano, Giovanni Antonio da Honate, 1488) - edizione  Tesauro spirituale, Impressa a Milano, Ulrich Scinzenzeler, 1492. URL consultato il 4 maggio 2015.
- Defensorium Montis pietatis contra figmenta omnia aemulae falsitatis (Milano, Ulderico Scinzenzeler, 1497)